# Oscar (1895)
Oscar var en svensk ångslup som 1900-1906 var förstärkningsbåt till Bore i trafiken mellan Landskrona – Bäckviken på Ven för  Landskrona stads hamnförvaltning och såldes sedan, vidare öde därefter är okänt.
Båten köptes in från Kristiania 1900 och sattes i drift av hamnstyrelsen för att avlasta det ordinarie fartyget vid varvsbesök och pannöversyner. Men några år senare bedömdes hon inte vara helt säker i öppen sjö och dyr i drift, och såldes därför 1906 till Peter Kalling i Göteborg, där spåren efter båten slutar.